# Сафиуллин, Ахмадзаки
Ахмадзаки Сафиуллин (28 марта 1896 или 3 мая 1896, Кульбаево-Мараса, Старо-Альметевская волость, Чистопольский уезд, Казанская губерния, Российская империя — 1995, Татарстан) — татарский богослов, имам казанской мечети аль-Марджани, духовный наставник ряда известных исламских богословов.

## Биография
Родился 28 марта 1897 года в крестьянской семье. Отец Ахмадзаки умер ещё когда он был маленьким.
Учился в медресе Кизляу. Затем работал имамом в родной деревне. В начале 1900-х годов вследствие опасения преследований был вынужден временно переехать в Среднюю Азию. Там испытал сильное влияние суфизма. По прошествии около 10 лет вернулся из изгнания и переехал в Казань. Там ему было видение старца в белом, который по-татарски повелел ему «идти в ботанический суд». После этого Ахмадзаки устроился на работу дворником в зоопарк.
Одновременно с работой, преподавал ислам, проповедь которого в те времена была ограничена. Среди учеников Ахмадзаки Сафиуллина были Равиль Гайнутдин, Габдулла Галиуллин, Мансур Джалялетдин, Гусман Исхаков, Альбир Крганов, Талгат Таджуддин и другие. Габдулла Галиуллин впоследствии вспоминал: «Его самый первый ученик во всех смыслах — Талгат Таджуддин. Вообще, у него было более сотни учеников. Среди них были те, кого он обучал Корану, арабской азбуке, а были и „продвинутые“, которые потом поступили в Бухару, Ташкент. И только один Талгат хазрат закончил „Аль-Азхар“. Он очень глубокие знания давал. Многим он рекомендовал всегда продолжать учёбу».
С 1970 по 1990 годы являлся имамом казанской мечети аль-Марджани. С 1980 года был также кади Духовного управления мусульман европейской части СССР и Сибири, входил в Совет улемов.
Умер в 1995 году, на момент смерти ему было 99 лет. Похоронен 2 июня того же года на Ново-Татарском кладбище. Джаназу над усопшим прочёл лично муфтий Талгат Таджуддин.

## Награды
- Орден «Аль-’Иззат» степень «Абу Бакр радыяЛЛаhу’анhу» (10 мая 2016, ЦДУМ, посмертно)[5]

## Память
- С 2016 года проводятся чтения «имени Ахмадзаки хазрата Сафиуллина»[6].